# موسم الرياض
موسم الرياض هو مهرجان ترفيهي عالمي يقام في مدينة الرياض عاصمة المملكة العربية السعودية، ويهدف لتحويلها إلى وجهة ترفيهية سياحية عالمية، وفقا لأهداف برنامج جودة الحياة أحد برامج رؤية السعودية 2030. انطلق موسم الرياض للمرة الأولى في عام 2019 واستقطب أكثر من 10 ملايين زائر، وانطلق موسمه الثاني في 20 أكتوبر 2021 بعد توقفه عام 2020 بسبب جائحة فيروس كورونا، وانطلق الموسم الثالث في 21 أكتوبر 2022 وحمل شعار «فوق الخيال»، ودخل حفل افتتاح موسم الرياض 2022 موسوعة غينيس للأرقام القياسية كأكثر حفل تُطلق فيه الألعاب النارية من طائرات بدون طيار.

## موسم الرياض 2019

شعار موسم الرياض 2019.

بلغت أيام المهرجان المحددة له عند إطلاقه في 11 أكتوبر 2019 في العاصمة الرياض، 70 يوما، ثم جرى تمديده بعد وصول عدد الزوار إلى أكثر من 7 ملايين شخص، حيث مُدّدَ في عدة مناطق، منها: ونتر وندرلاند، والمربع، والسفاري، وصحارى الرياض إلى 18 يناير 2020، وفي منطقة الرياض بوليفارد إلى نهاية شهر مارس 2020. وصل عدد فعاليات المهرجان إلى أكثر من 100 فعالية، توزعت على 12 موقعا بمساحة 14 مليون متر مربع. وقام على تنفيذه 280 شركة سعودية.

### الفعاليات
بلغ عدد فعاليات موسم الرياض أكثر من 100 فعالية يومية، تنوعت بين العروض الحماسية، والحياة البرية، والمطاعم والمقاهي، والماركات العالمية، بالإضافة لعروض السيارات، والمزادات والألعاب، والحفلات الشرقية والأجنبية، والتراث والفن، ومن هذه الفعاليات: معرض الصيد والصقور السعودي، مهرجان فيراري، كرنفال الرعب، بارك التزلج، الحديقة الساحرة، فوت بارك، ليالي عدن، ليالي المحروسة، فرقة «بي تي اس» الكورية، تجربة نيرف، تجربة مارفل، النافورة الراقصة.

#### جدول الفعاليات
جدول فعاليات موسم الرياض من الفترة 11 أكتوبر حتى 15 يناير 2020
| الفعالية                          | التصنيف        | الجهة المنظمة         | من        | إلى       | الموقع | ملاحظات          | مراجع                              |
| --------------------------------- | -------------- | --------------------- | --------- | --------- | ------ | ---------------- | ---------------------------------- |
| لونا سينما                        | ترفيهية/سينما  | الهيئة العامة للترفيه | 17 أكتوبر | 17 ديسمبر |        | الدفع عند الدخول |                                    |
| مسيرة افتتاحية                    | ترفيهية        | الهيئة العامة للترفيه | 17 أكتوبر |           |        | مجانية           | عرض التفاصيل                       |
| ليالي الدراعة                     |                | الهيئة العامة للترفيه | 17 أكتوبر | 17 ديسمبر |        | الدفع عند الدخول |                                    |
| معرض ريال مدريد                   | رياضة          | الهيئة العامة للترفيه | 20 أكتوبر | 15 يناير  |        | الدفع عند الدخول |                                    |
| ليالي عدن                         |                | الهيئة العامة للترفيه | 17 أكتوبر | 17 ديسمبر |        | الدفع عند الدخول | عرض التفاصيل                       |
| دبليو دبليو أي كراون جول (2019)   | رياضة ومغامرات | الهيئة العامة للترفيه | 31 أكتوبر |           | الرياض | شراء تذكرة       | عرض التفاصيل                       |
| حلبة التزلج                       | ترفيهية        | الهيئة العامة للترفيه | 20 أكتوبر | 15 يناير  | الرياض | الدفع عند الدخول | عرض التفاصيل                       |
| معرض الصقور والصيد السعودي        | رياضة          | الهيئة العامة للترفيه | 11 أكتوبر | 15 أكتوبر |        | الدفع عند الدخول | عرض التفاصيل                       |
| الألعاب النارية                   | ترفيهية        | الهيئة العامة للترفيه | 20 أكتوبر | 15 يناير  |        | مجانية           | عرض التفاصيل                       |
| رياض ونتر وندرلاند                | ترفيهية        | الهيئة العامة للترفيه | 20 أكتوبر | 15 يناير  |        | الدفع عند الدخول | عرض التفاصيل                       |
| فوت بارك                          | ترفيهية        | الهيئة العامة للترفيه | 20 أكتوبر | 15 يناير  |        | الدفع عند الدخول | عرض التفاصيل                       |
| بارك التزلج                       | رياضة          | الهيئة العامة للترفيه | 20 أكتوبر | 15 يناير  |        | الدفع عند الدخول | عرض التفاصيل                       |
| لونا سينما/ نوفا                  | سينما          | الهيئة العامة للترفيه | 20 أكتوبر | 15 ديسمبر |        | الدفع عند الدخول | عرض التفاصيل                       |
| الحديقة الساحرة                   |                | الهيئة العامة للترفيه | 24 أكتوبر | 24 نوفمبر |        | الدفع عند الدخول | عرض التفاصيل                       |
| فندق الهروب                       |                | الهيئة العامة للترفيه | 20 أكتوبر | 15 يناير  |        | الدفع عند الدخول | عرض التفاصيل                       |
| مهرجان فيراري                     | سيارات         | الهيئة العامة للترفيه | 24 نوفمبر | 25 نوفمبر |        | الدفع عند الدخول | عرض التفاصيل                       |
| لونا سينما - ونتر وندرلاند        | سينما          | الهيئة العامة للترفيه | 20 أكتوبر | 15 يناير  |        | الدفع عند الدخول | عرض التفاصيل                       |
| مؤتمر جوي لصناعة الترفيه          |                | الهيئة العامة للترفيه | 13 أكتوبر | 14 أكتوبر |        | الدفع عند الدخول | عرض التفاصيل                       |
| "نايت غاردن " الحدائق الليلية     |                | الهيئة العامة للترفيه | 15 أكتوبر | 16 ديسمبر |        | الدفع عند الدخول | عرض التفاصيل                       |
| كانديليشيوس                       |                | الهيئة العامة للترفيه | 17 أكتوبر | 21 ديسمبر |        | الدفع عند الدخول | عرض التفاصيل                       |
| حفل نانسي عجرم وتامر حسني         |                | الهيئة العامة للترفيه | 18 أكتوبر |           |        | شراء تذكرة       | عرض التفاصيل                       |
| تجربة نيرف                        |                | الهيئة العامة للترفيه | 23 أكتوبر | 15 يناير  |        | الدفع عند الدخول | عرض التفاصيل                       |
| كريزي بيتزا                       |                | الهيئة العامة للترفيه | 17 أكتوبر | 21 ديسمبر |        | الدفع عند الدخول | عرض التفاصيل                       |
| متجر هارلي ديفيدسون               |                | الهيئة العامة للترفيه | 17 أكتوبر | 21 ديسمبر | الرياض | الدفع عند الدخول | عرض التفاصيل                       |
| ايس كريم                          |                | الهيئة العامة للترفيه | 15 أكتوبر | 21 ديسمبر |        | الدفع عند الدخول | عرض التفاصيل                       |
| رانديز دونتس                      |                | الهيئة العامة للترفيه | 15 أكتوبر | 21 ديسمبر |        | الدفع عند الدخول | عرض التفاصيل                       |
| معرض الأنمي السعودي               |                | الهيئة العامة للترفيه | 14 نوفمبر | 16 نوفمبر |        | الدفع عند الدخول | عرض التفاصيل                       |
| انسومنيا السعودية                 |                | الهيئة العامة للترفيه | 27 نوفمبر | 30 نوفمبر |        | الدفع عند الدخول | عرض التفاصيل                       |
| معرض عجائب العالم                 |                | الهيئة العامة للترفيه | 20 أكتوبر | 15 يناير  |        | الدفع عند الدخول | عرض التفاصيل                       |
| داينامو                           |                | الهيئة العامة للترفيه | 27 نوفمبر | 30 نوفمبر |        | الدفع عند الدخول | عرض التفاصيل                       |
| أكستريمرز                         |                | الهيئة العامة للترفيه | 20 أكتوبر | 15 يناير  |        | الدفع عند الدخول | عرض التفاصيل                       |
| سبيس ديسكفري                      |                | الهيئة العامة للترفيه | 24 أكتوبر | 31 أكتوبر |        | مجانية           |                                    |
| اب سايد داون                      |                | الهيئة العامة للترفيه | 17 أكتوبر | 17 ديسمبر |        | الدفع عند الدخول |                                    |
| ليالي المحروسة                    |                | الهيئة العامة للترفيه | 17 أكتوبر | 17 ديسمبر |        | مجانية           |                                    |
| سباق الألوان                      |                | الهيئة العامة للترفيه | 26 أكتوبر |           |        | شراء تذكرة       |                                    |
| ستان لي سوبر كون الرياض           |                | الهيئة العامة للترفيه | 14 نوفمبر | 16 نوفمبر |        | الدفع عند الدخول |                                    |
| كأس العالم لتحدي ببجي موبايل 2019 |                | الهيئة العامة للترفيه | 12 نوفمبر | 14 نوفمبر |        | الدفع عند الدخول |                                    |
| نبض الرياض                        |                | الهيئة العامة للترفيه | 14 أكتوبر | 14 ديسمبر |        | مجانية           |                                    |
| سيرك الرعب                        | سيرك           | الهيئة العامة للترفيه | 4 ديسمبر  | 17 ديسمبر |        | الدفع عند الدخول |                                    |
| ويزرد أوف اوز                     |                | الهيئة العامة للترفيه | 16 أكتوبر | 26 أكتوبر |        | شراء تذكرة       |                                    |
| 3 أيام X الساحل                   |                | الهيئة العامة للترفيه | 17 أكتوبر | 20 أكتوبر |        | شراء تذكرة       |                                    |
| مسرح مصر                          | مسرح           | الهيئة العامة للترفيه | 24 أكتوبر | 26 أكتوبر |        | شراء تذكرة       | مفتوح من 7 مساءً، العرض يبدأ 8 مساءً |
| البيت المسكون                     | ترفيهية        | الهيئة العامة للترفيه | 20 أكتوبر | 15 يناير  |        | الدفع عند الدخول |                                    |

### المواقع
حدد موسم الرياض 12 منطقة لفعالياته، على مساحة 14 مليون متر مربع، هي: الرياض بوليفارد، وواجهة الرياض، ومعرض الرياض للسيارات، ورياض ونتر وندرلاند، وملاعب الرياض، والحي الدبلوماسي، والمربع، والملز، ووادي نمار، ونبض الرياض، ورياض سفاري، ورياض صحارى.

## موسم الرياض 2021

شعار موسم الرياض 2021.

انطلق موسم الرياض في موسمه الثاني في 20 أكتوبر 2021، بمسيرة استعراضية ضمت أكثر من 1500 مؤدٍ بأزياء تنكرية، بحضور عدد من الشخصيات الشهيرة، من أبرزهم المصارع أندرتيكر، و 2760 طائرة درون، إضافة إلى عروض مخصصة لرقصة السامري، كما رافق حفل إطلاق الموسم، الذي حمل شعار «تخيل أكثر» وحضره أكثر من 750 ألف شخص في منطقة بوليفارد رياض سيتي، حفل الفنان العالمي «بيتبول».

### الفعاليات
تضمن موسم الرياض 2021 أكثر من 7500 يوم فعالية موزعة على 14 منطقة للترفيه في الرياض، واشتملت على 70 حفلة غنائية عربية، و 6 حفلات غنائية عالمية، إضافة إلى 10 معارض عالمية، و 350 عرضا مسرحيا، و 18 مسرحية عربية، و 6 مسرحيات عالمية، بالإضافة إلى بطولة واحدة للمصارعة الحرة، ومباراتين عالميتين، و 100 تجربة تفاعلية، إلى جانب 200 مطعم و 70 مقهى، بالإضافة إلى ممشى بطول 3 كيلومترات، و4 مسارح، وأرينا عالمية، و 500 لعبة إلكترونية، و 9 استوديوهات عالمية، وملعب غولف و 12 ملعب بادل تنس، وأول وأكبر سكاي لوب متنقل في العالم، بطاقة استيعابية تتجاوز 40%.
كما تضمنت الفعاليات أمسيات شعرية فضلا عن معرض خاص للشعر وعروض شعرية للمحاورة، بالإضافة إلى تجربة القتال في 5 عصور، وركوب الدبابات الحربية، والرماية بالذخيرة الحية، و 15 ميدان رماية تفاعليا.
وشملت فعاليات الموسم تقديم تجربة الشجرة العملاقة، ومنطقة للتفاعل مع الحيوانات الأليفة ورحلات سفاري، إضافة إلى مهرجان الرياض للألعاب، ومهرجان الأنمي السعودي، ومعرض للألعاب الإلكترونية، ومعرض للعطور، وأخرى للمجوهرات، ومعرض للسيارات والكثير من العروض الفنية والموسيقية.
كذلك اشتملت الفعاليات على مشاركة 7 مطاعم عالمية و 3 مقاهٍ عالمية ضمن الموسم لأول مرة بالمملكة، بالإضافة إلى حفلات موسيقية وعروض ترفيهية شعبية. كما تضمنت مشاركة فندق عالمي بسعة 100 غرفة، وسينما فاخرة بـ 7 شاشات عرض، و 23 متجرا من أرقى الماركات العالمية.
وأعلن رئيس مجلس إدارة الهيئة العامة للترفيه في السعودية، المستشار تركي آل الشيخ عن مشاركة ميسي إلى جانب البرازيلي نيمار والفرنسي كيليان مبابي، في مباراة كرة قدم استعراضية في العاصمة الرياض، بين نجوم الهلال والنصر ضد باريس سان جيرمان الفرنسي.

#### مناطق الفعاليات
بلغ عدد مناطق الفعاليات 14 منطقة، هي:

##### بوليفارد رياض سيتي
تقع في حي حطين شمال الرياض، وهي أكبر مناطق فعاليات الموسم.، يمثل بوليفارد الرياض مجمعا مفتوحا بمساحة 900 ألف متر مربع؛ حيث تضاعفت مساحته في العام 2021 ثلاثة أضعاف لاستيعاب 9 مناطق ثانوية، ويضم 200 مطعم ومقهى ومتجر متنوع، مع ممشى بطول 3 كلم، و 9 استديوهات عالمية، و 4 مسارح عربية وعالمية، وكذلك منطقة مخصصة للأطفال تحتوي على 500 لعبة إلكترونية.
كما يضم فندقاً بخدمات خمس نجوم على طراز بوتيك هوتيل. بالإضافة إلى ناد صحي ومكاتب تجارية.

##### فيا رياض
تضم المنطقة العديد من المطاعم والمقاهي الفاخرة بما يقارب 15 مركزًا، إضافة إلى فندق عالمي يحمل تصنيف 5 نجوم بسعة 100 غرفة، إضافة إلى سينما حديثة بسبع شاشات عرض، ومسرح بمقاييس عالمية، كما يوجد في المنطقة 23 متجرًا لعدد من العلامات التجارية العالمية.

##### كومبات فيلد

شعار كومبات فيلد.

هي إحدى مناطق فعاليات موسم الرياض الترفيهي العالمي الذي يقام في مدينة الرياض عاصمة المملكة العربية السعودية، وتشرف عليه الهيئة العامة للترفيه.
تقع منطقة كومبات فيلد شمال شرقي الرياض، وهي منطقة مختصة بالمنافسات الترفيهية القتالية والعروض الحركية، وتقع على مساحة تتجاوز 300 ألف م2.

##### ونتر وندرلاند
تقع في شمال العاصمة الرياض، بجوار مركز الملك عبد الله المالي.، تضم 6 مناطق توفر أكثر من 103 ألعاب للكبار والصغار، وأنشطة وعروضًا ترفيهية إضافة إلى فعاليات عدة تقام وسط أجواء شتوية.
وتشمل المناطق الـ 6: منطقة «دريم لاند كرنفال»، ومنطقة «غابة الثلوج»، ومنطقة «صندوق الألعاب السحرية» المخصصة للأطفال، ومنطقة «مغامرات الرعب»، ومنطقة «طريق العجائب»، ومنطقة «المهرجان الشتوي».

##### واجهة الرياض
هي وجهة للأعمال والترفيه والتسوق والضيافة، تقع في شمال مدينة الرياض عاصمة المملكة العربية السعودية على الطريق المؤدي إلى مطار الملك خالد الدولي، وتضم بيئة أعمال تحتضن أكثر من 6000 موظف كما تجمع كبرى الشركات المحلية والإقليمية والعالمية.
وتحتضن واجهة الرياض عددا من الفعاليات على مدار العام، كما تعد إحدى مناطق فعاليات موسم الرياض الترفيهي الذي تشرف عليه الهيئة العامة للترفيه.

##### المربع
هي إحدى مناطق فعاليات موسم الرياض الترفيهي العالمي الذي يقام في مدينة الرياض عاصمة المملكة العربية السعودية، وتشرف عليه الهيئة العامة للترفيه.
تضم منطقة المربع عددا من الفعاليات والمواقع التاريخية والحديثة التي استثمرتها الهيئة العامة للترفيه لإقامة الفعاليات، بالإضافة إلى تجربة التنقل بين المسارات المضيئة ليلًا، التي تتضمن إطارات الأعمال الفنية للمتحف الوطني السعودي، وهو أول محطة يصل إليها الزوار خلال جولتهم بعربات الجولف، ويقدم معلوماتٍ حول تاريخ المملكة واللغة العربية والدين الإسلامي.
وتنظم منطقة المربع داخل مساحاتها عددًا من الفعاليات المختلفة، إلى جانب بروتوكول الاستقبال الرسمي للزوار الذي يبرز سمات الضيافة السعودية من خلال الترحيب وتقديم القهوة العربية.
وبالإضافة إلى المطاعم العالمية التي تستضيفها منطقة المربع، يمثل الطابع العام لبعض المطاعم نموذجًا لأحد البيوت الطينية القديمة، بمكوناته المتمثلة في الليوان والقبة اللذين يمثّلان أهم أجزاء البيت النجدي قديمًا.

##### رياض سفاري
تتضمن رياض سفاري متنزهًا سياحيًا ضخمًا، وبحيرة صناعية وحديقة مغلقة، إضافة إلى مسرح مفتوح، وعروض متنوعة في أجواء مفعمة بالحيوية والإثارة.
وتضم رياض سفاري مجموعة كبيرة من أصناف الحيوانات وفصائلها في منطقة مكشوفة تعيش في أرجائها الفيلة، والنمور، والغزلان، ضمن بيئة تمزج بين الأجواء الباردة والأرض الخصبة. كما أكثر من 250 نوعًا وفصيلة للطيور منها ثلاثة أنواع من طير «كوكاتو النخيل»، وهو من الفصائل شبه المنقرضة من الطيور، وتصل القيمة السوقية للطائر إلى نحو 90 ألف ريال، ويعد أحد أكبر الببغاوات في العالم، ويميزه من بين الطيور وجهه الأحمر، ولونه الأسود اللافت، كما يتزين بريش يشبه التاج.
وينتشر في المنطقة عدد من الطيور الناطقة والمتميزة بألوانها التي تصل أعمار بعضها إلى 27 عامًا، كما تستضيف المنطقة طير «القالا» الذي يعد ضمن أندر الطيور في العالم، ويُعرف بعيشه في النوافذ والأشجار في قارة أستراليا.

##### العاذرية
سميت بهذا الاسم لوصفها بالعذرية حيث تقع في شمال مدينة الرياض وتحتوي على مظاهر الحياة الصحراوية الطبيعية التي لم تمسها يد المدنية الحديثة، وتشتهر تلك المنطقة أيضا بزراعة نبات العاذر.
تضم عدداً كبيرا من المطاعم والمقاهي من مختلف الأذواق، كما تحوي مطاعم عالمية في أجواءٍ تجمع بين الحداثة والتراث السعودي.
ومن أهم ما يميِّزها، الجلسات الخارجية الشتوية الأصيلة، والوجبات العصرية.

##### أوايسس الرياض
تتخذ أوايسس موقعا صحراويا شمال العاصمة الرياض، يمتد على مساحة 1.3 مليون م2، تتقاسمها ثماني مناطق، تحوي مطاعم ومخيمات ومتاجر للتسوق ومواقع للحفلات، إضافة إلى الألعاب الترفيهية والفعاليات الفنية.
وتحوي المنطقة عددًا من زوايا الفن التي تتخذ من الرمال متحفًا تستعرض فيه أعمال الفنانين السعوديين من منحوتات وجداريات وفن الجرافيتي، الذي يعكس الثقافة النجدية.
وتتوفر للزوار جلسات بين النخيل على أنغام الموسيقى، والمطاعم الإيطالية، وتضم أكثر من 25 علامة تجارية محلية ودولية، ودورا للأزياء والإكسسوارات والمنتجات الشبيهة بالثقافة السعودية.
تشمل أوايسس ثماني مناطق رئيسة، تتمثل في: منطقة التسوق، تراث نجد، المنطقة الترفيهية، الفنون، مطاعم عالمية، دكة الأوايسس، اللاونجات الموسيقية، منطقة "glamps".

##### ذا قروفز
تضم عناصر للاسترخاء، ووسائل للتمتع بالرفاهية، إضافة إلى مجموعة مختارة من المقاهي والمطاعم الفاخرة، وفعاليات ترفيهية وورش فنية متنوعة.
وتعد "Birds of Eden" من أبرز فعاليات «ذا جروفز»، وتقدم وجبات خفيفة تضم تشكيلات واسعة من الأطعمة، إضافة إلى فعالية «الجلسة» التي تجمع الزوار بمحبيهم للجلوس والتمتع بالمذاقات الخفيفة المتنوعة، ضمن مناظر طبيعية وأجواء موسيقية راقية.
وتقدم فعالية "Gem-in-i" للزوار مزيجًا من الأطعمة التي اجتمعت فيها أساليب المطبخ الياباني وأسرار المطبخ الإيطالي، كماتقدم "El Lechazo" وجبات من المطبخ الإسباني.
وتجمع فعالية "Passion&:Fashion" بين الفن والموضة، من خلال عرض أزياء يشمل عددًا من الفعاليات الموجهة لمحبي الموضة والأزياء، فضلًا عن فعالية "Milk & Butter nail spa" التي تقدم أفضل الممارسات العالمية في مجال الاستجمام.

##### نبض الرياض
تقع منطقة «نبض الرياض»، وسط الرياض بجوار قصر المصمك. وتنقسم إلى مناطق فرعية تُقام فيها العديد من الفعاليات، منها منطقة «ساحة الصفاة». وتحتوي على مجسمات فنية لفنانين محليين، وعروض متنوعة تشمل: الرسم على الرمل، والرسم بمربع روبيك، وفن الشارع «ثلاثي الأبعاد»، وفن الجليتر، وعروضاً مسرحية وموسيقية.
كما تتوفر في الساحة قهوة الصفاة، وهي قهوة تراثية بنمط عصري، تُقدم فيها المشروبات والحلويات التقليدية.
ومن المناطق الفرعية أيضاً منطقة «ساحة المصمك»، التي تتضمن عروضاً فنية ومسرحية وأخرى تفاعلية، إضافة إلى مسرح نبض الرياض، الذي تُقام فيه 30 عرضاً موسيقياً بمشاركة أكثر من 30 فرقة ومغنياً من مختلف أنحاء العالم، وعروض أوركسترا محلية وعالمية، تشمل أداء السمفونيات والموسيقى العربية والعالمية.
كما تنظم منطقة «ساحة المصمك» عروضاً فنية وعالمية للفنان «آش»، وهو موسيقي ومنتج له عدد من المقطوعات الموسيقية، ويعزف على آلات موسيقية عديدة، والذي أحيا أمس أولى فعاليات المنطقة.
وتشتمل فعاليات نبض الرياض على عروض مرئية تسرد القصص الثقافية والتاريخية عن مناطق السعودية منذ بداية تأسيس الدولة، ومحاكاتها على جدران قصر المصمك، إلى جانب عروض فلكورية تجسد التقاليد والموروث الثقافي السعودي، كما تشمل الفعاليات عروضاً ترفيهية وموسيقية.
كما تشتمل على مطاعم ومقاهي وأكشاك للوجبات السريعة، ويؤدي العروض الفلكلورية فرق تمثل وسط السعودية وغربها وشرقها وشمالها وجنوبها، بالاستفادة من المواهب المشاركة على منصة مطلوب.

##### قرية زمان
تقع في حي غرناطة في العاصمة الرياض، وتستهدف جميع شرائح المجتمع وفئاته العمرية من العائلات والأطفال والأفراد، وتقدم فعاليات عديدة للمهتمين بالتراث والثقافة والفنون والموسيقى.

##### شجرة السلام
تضم المنطقة مسرحًا تُقدم فيه الحفلات الغنائية والعروض البصرية، إضافةً إلى العروض الفردية، وحديقة الورود الواسعة، والأنشطة المتنوعة.
وتمثل شجرة السلام أيقونة المنطقة، وهي شجرة صناعية مضيئة شبيهة بالخيال، يبلغ ارتفاعها أكثر من 12م، وتنبعث منها إضاءات تزين المكان، إضافة إلى عروض بتقنية «إلـ إي دي» بالتزامن مع موسيقى تصويرية.
وتمتد فعاليات منطقة شجرة السلام على مساحة 50 ألف م2، وذلك في متنزه السلام جنوب غربي مدينة الرياض، وتتضمن عدة أنشطة وعروضا في مكان مفتوح بجوار مطاعم فاخرة ومناطق تسوق متعددة.
وتحتوي المنطقة على حديقة الورود «إكزوتيكا»، وهي حديقة صناعية للزهور بمساحة 2,500 م2، وتستعرض المواهب المحلية فنونها في الحديقة، وفي الموقع مجسمات تمثل الكائنات البحرية والطيور، ومراجيح مزينة بالورود الطبيعية والصناعية، ومحلات للتسوق وأخرى لأصحاب المشاريع الصغيرة، وسوق للمزارعين يعرضون فيه منتجاتهم.
وتضم فعاليات «شجرة السلام» منطقة مخصصة للطبخ الحي، إذ يقدم نحو 5 طهاة سعوديين أطباقًا مختلفة من الأطعمة، إضافة إلى مكان مخصص للعروض الفردية.
وتشمل الفعاليات أيضًا: الرسم الحر، ومتاهة ضخمة، ومنطقة التزحلق بالدراجات، وغير ذلك ضمن منطقة فعاليات خارجية، إلى جانب منطقة الأطفال التي تضم مسرحاً صغيراً يقدم عروضاً للأطفال، كعرض البالونات والفقاعات والرسم على الوجه، ومجسمات تفاعلية.
وتضم فعاليات الكبار في منطقة «شجرة السلام» عروضًا متجولة مضيئة في الفترات المسائية، لتعكس الطابع العام للمتنزه، ومسرحاً لتقديم عروض متنوعة في عطلة نهاية الأسبوع، كعروض راقصي الإضاءة ومقدمي الألعاب البهلوانية.

##### خلوها
تعد «خلّوها» إحدى مناطق فعاليات موسم الرياض 2021، وتتضمن عدة فعاليات متعلقة بالطابع الثقافي والتراثي وجذب محبي الشعر، وهي تُقام في حي الرمال شمال شرقي العاصمة الرياض خلال أيام نهاية الأسبوع، والتي انطلقت فعالياتها في الـ 25 من نوفمبر 2021م، وتضم مناطق: الرّدّية، المجلاس، معرض الشعر، منطقة المركى، منطقة فلة حجاج.

#### جدول الفعاليات
جدول فعاليات موسم الرياض خلال شهر أكتوبر 2021
| الفعالية                                                                 | التصنيف | الجهة المنظمة         | من        | إلى       | الموقع             | ملاحظات | مراجع |
| ------------------------------------------------------------------------ | ------- | --------------------- | --------- | --------- | ------------------ | ------- | ----- |
| مسيرة افتتاح الموسم وحفلة عالمية                                         |         | الهيئة العامة للترفيه | 20 أكتوبر |           | بوليفارد رياض سيتي |         |       |
| الافتتاح الجزئي لبوليفارد رياض سيتي فعالية WWE (محمد عبده أرينا)         |         | الهيئة العامة للترفيه | 21 أكتوبر |           | بوليفارد رياض سيتي |         |       |
| انطلاق واجهة الرياض (RUSH) للألعاب الإلكترونية                           |         | الهيئة العامة للترفيه | 22 أكتوبر | 26 أكتوبر | واجهة الرياض       |         |       |
| MBC ذا هاوس أوف تالنت                                                    |         | الهيئة العامة للترفيه | 22 أكتوبر |           | بوليفارد رياض سيتي |         |       |
| عرض كريستال ميز                                                          |         | الهيئة العامة للترفيه | 22 أكتوبر |           | بوليفارد رياض سيتي |         |       |
| انطلاق كومبات فيلد                                                       |         | الهيئة العامة للترفيه | 23 أكتوبر | 16 مارس   | كومبات فيلد        |         |       |
| انطلاق المربع                                                            |         | الهيئة العامة للترفيه | 24 أكتوبر | 8 ديسمبر  | المربع             |         |       |
| تجربة مسامير                                                             |         | الهيئة العامة للترفيه | 25 أكتوبر | 1 ديسمبر  | بوليفارد رياض سيتي |         |       |
| انطلاق ونتر وندرلاند                                                     |         | الهيئة العامة للترفيه | 26 أكتوبر | 31 مارس   | ونتر وندر لاند     |         |       |
| مسرحية سلام مربع                                                         |         | الهيئة العامة للترفيه | 1 نوفمبر  | 5 نوفمبر  | بوليفارد رياض سيتي |         |       |
| انطلاق رياض سفاري                                                        |         | الهيئة العامة للترفيه | 26 أكتوبر | 25 ديسمبر | رياض سفاري         |         |       |
| ذا شامبيون أوف ماجيك                                                     |         | الهيئة العامة للترفيه | 27 أكتوبر |           | بوليفارد رياض سيتي |         |       |
| الأوركسترا المصرية                                                       |         | الهيئة العامة للترفيه | 28 أكتوبر |           | بوليفارد رياض سيتي |         |       |
| حفلة جورج وسوف ووائل جسار                                                |         | الهيئة العامة للترفيه | 28 أكتوبر |           | بوليفارد رياض سيتي |         |       |
| سيرك دو سوليه ميسي 10                                                    |         | الهيئة العامة للترفيه | 10 نوفمبر | 10 ديسمبر | بوليفارد رياض سيتي |         |       |
| الافتتاح الجزئي لبوليفارد رياض سيتي الأوركسترا المصرية (محمد عبده أرينا) |         | الهيئة العامة للترفيه | 29 أكتوبر |           | بوليفارد رياض سيتي |         |       |
| الافتتاح الجزئي لبوليفارد رياض سيتي الأوركسترا المصرية (محمد عبده أرينا) |         | الهيئة العامة للترفيه | 30 أكتوبر |           | بوليفارد رياض سيتي |         |       |
| الافتتاح الكبير لبوليفارد رياض سيتي                                      |         | الهيئة العامة للترفيه | 01 نوفمبر |           | بوليفارد رياض سيتي |         |       |

#### كراون جول
أقيم عرض المصارعة المحترفة كراون جول 2021 على مسرح محمد عبده بمشاركة عدد من نجوم (WWE) مثل راندي أورتن وإيدج كما حضر بطل الكاراتيه الأولمبي السعودي طارق حامدي لمساندة نجم المصارعة منصور الشهيل.

#### مهرجان رَش (RUSH)
هو مهرجان ألعاب إلكترونية وأحد فعاليات موسم الرياض، انطلق في العاصمة الرياض في 22 أكتوبر 2021 ويستمر مدة 5 أيام. ويتضمن المهرجان منافسات وتحديات في مجموعة من الألعاب منها: تكن 7، ببجي، أوفر ووتش، فيفا 2022، كول أوف ديوتي وغيرها، ويصل مجموع جوائزها مليون ريال، إضافة لمنافسات ونهائيات منقولة عبر منصات Facebook Gaming ،Twitch ،YouTube Gaming، وعروض مسرحية مباشرة، ومسابقة «الكوسبلاي».

#### مهرجان الرياض للألعاب
يقام مهرجان الرياض للألعاب في منطقة «واجهة الرياض» خلال الفترة 12 حتى 21 نوفمبر، تحت شعار «اكتشف، ألعب، تسوق»، ويعد الأكبر من نوعه في العالم.
وتشمل أبرز الشركات الموجودة في المهرجان: ديزني، ماتيل للألعاب، هاسبرو، توي برو، شركة Moonbug المسؤولة عن إنتاج برامج الأطفال الترفيهية، شركة MGA للألعاب، شركة pocket.watch.

#### سيرك دو سوليه
أقيمت فعالية سيرك دو سوليه في منطقة «بوليفارد أرينا»، إحدى مناطق بوليفارد رياض سيتي، وتناولت قصة اللاعب الأرجنتيني ليونيل ميسي ومواجهته للتحديات إلى أن أصبح من أساطير كرة القدم على المستوى العالمي.

#### Hack@
تعد فعالية "Hack@" أكبر حدث عالمي للأمن السيبراني في منطقة الشرق الأوسط، وتقام خلال الفترة 28 - 30 نوفمبر 2021 في «واجهة الرياض» إحدى المناطق الترفيهية لموسم الرياض 2021، وتهدف الفعالية التي تأتي بالشراكة مع الاتحاد السعودي للأمن السيبراني والبرمجة والدرونز، وشركة "Informa Tech" مع شركة"Black Hat"، والشريك والممكن الرقمي stc ، إلى زيادة الوعي بمخاطر الأمن السيبراني، والتصدي لها، وتبادل آخر المستجدات في هذا المجال، وسط حضور أكثر من 200 متحدث ومدرِّب، و200 شركة رائدة وناشئة من حول العالم، الذين يقدمون حلولهم ومنتجاتهم في مجال الأمن السيبراني.
وتشمل أقسام فعالية "Hack@"، قسم القمة التنفيذية المخصصة لصفوة الخبراء في الأمن السيبراني لمناقشة آخر مستجدات المجال، وقسم ورش العمل التقنية التي يعرض فيها المبرمجون أبرز الأدوات ذات المصدر المفتوح وأحدث الأبحاث والدراسات وتطورات مجال الأمن السيبراني، وقاعة الأعمال التي تعرض أبرز خدمات ومنتجات تقنية المعلومات، إضافةً إلى قسم المساحة التفاعلية بهدف بناء العلاقات المهنية ومعرفة أحدث التطورات التقنية وسط وجود العديد من الأنشطة الترفيهية.
كما تحتوي أقسام الفعالية، على قسم تحديات الأمن السيبراني الذي يقدم مجموعة جوائز تصل قيمتها إلى 1,000,000 ريال، وهي مقسمة على تحديين: الأول تحدي «التقط العلم» بمنافسة بين أفضل 1000 مشارك، وتحدي منصة مكافآت الثغرات ويستمر ثماني ساعات متواصلة، على أن يتم إعلان الفائزين في اليوم الأخير من الفعالية.

### موسوعة غينيس
في 4 نوفمبر 2021، أعلن رئيس الهيئة العامة للترفيه تركي آل الشيخ دخول موسم الرياض موسوعة غينيس وحصوله على شهادتين عالميتين كأكبر حدث ترفيهي شامل، بالإضافة إلى تحطيم لعبة الزحليقة العملاقة إحدى أبرز فعاليات «بوليفارد رياض سيتي» وتقع في منطقة «أفالانش»، الرقم القياسي بارتفاع وصل إلى 22.136 مترًا، وطول بنحو 117م، وعرض 56.5م، في حين بلغ عدد مساراتها 24 مسارًا.

## موسم الرياض 2022

شعار موسم الرياض 2022.

حملت النسخة الثالثة من موسم الرياض لعام 2022 شعار «فوق الخيال»، لتشير إلى التوسع الكبير في هذه النسخة على مستوى المناطق والفعاليات، وفق ما أعلنه رئيس مجلس إدارة الهيئة العامة للترفيه، تركي آل الشيخ لدى إطلاقه هوية النسخة الثالثة من موسم الرياض في 7 سبتمبر 2022.

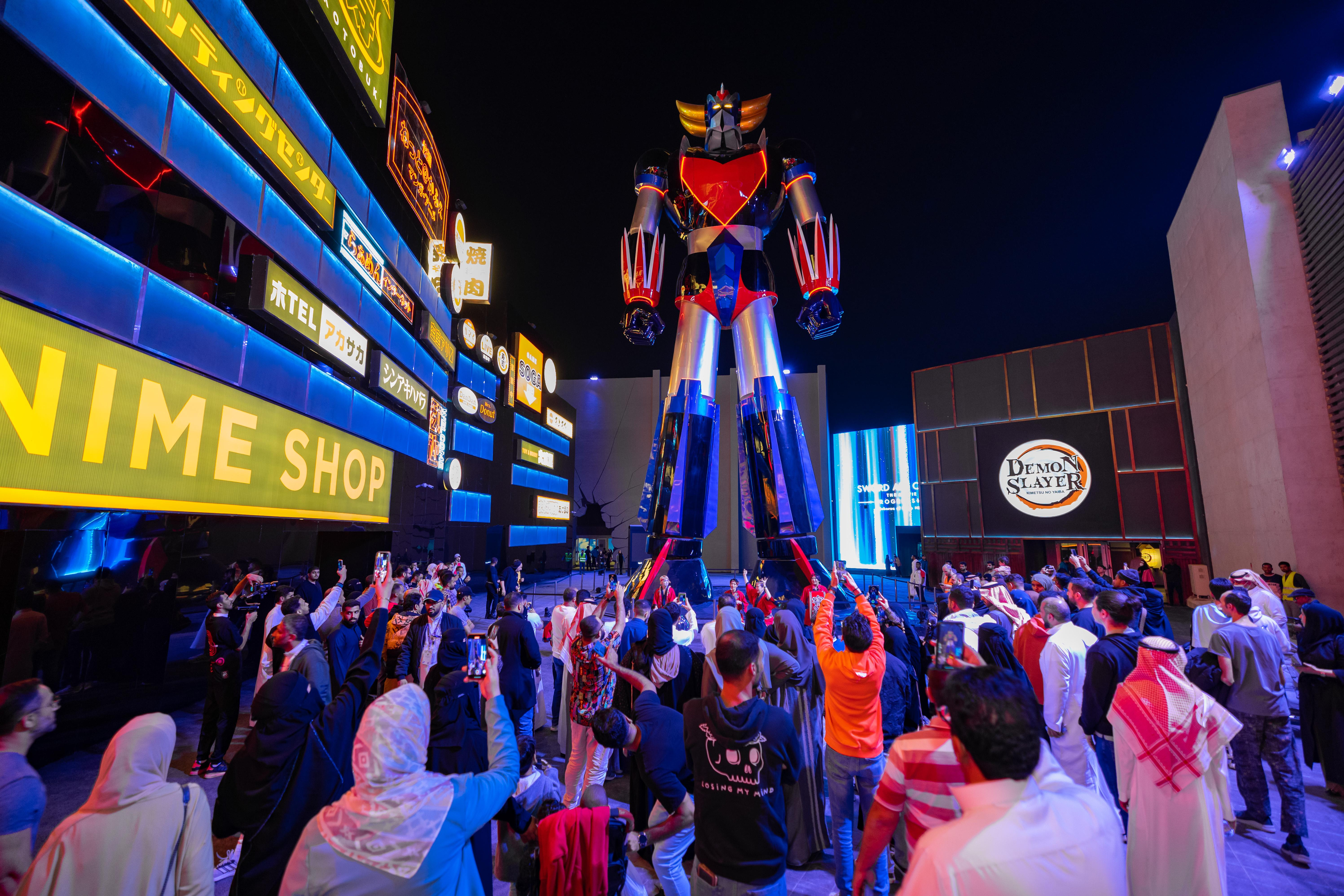
مجسم جريندايزر في بوليفارد وورلد بموسم الرياض

انطلقت النسخة الثالثة من موسم الرياض في 21 أكتوبر 2022 واستمرت حتى مارس 2023، وتضمن ذلك 8500 يوم نشاط. كان لهذا الموسم 15 منطقة رئيسية في بوليفارد وورلد ومثلت العديد من الثقافات مثل:
- أمريكا

- فرنسا

- اليونان

- إيطاليا

- الهند

- الصين

- إسبانيا

- المغرب

- المكسيك

يتضمن موسم الرياض 2022 أيضًا كأس موسم الرياض، وهي مباراة كرة قدم ودية بين باريس سان جيرمان (PSG) وفريق الرياض XI(فريق الهلال والنصر المشترك) أقيمت في استاد الملك فهد الدولي في 19 يناير 2023. حظيت باهتمام عالمي حيث شارك في المباراة ليونيل ميسي وكريستيانو رونالدو، وهما من أعظم لاعبي كرة القدم في العالم وموضوع نقاش حاد، ضد بعضهما البعض مباشرة لأول مرة منذ عام 2020، حيث لعب ميسي لفريق باريس سان جيرمان، وانضم رونالدو إلى النصر قبل أيام من المباراة الودية. وفاز باريس سان جيرمان بالمباراة 5-4.

## موسم الرياض 2023

شعار موسم الرياض 2023.

بعد موسم الرياض 2022 أعلنت الهيئة العامة للترفيه عن إطلاق موسم الرياض 2023 بهوية وشعار جديدين «Big Time» ورعاية البنك الأهلي السعودي. يتضمّن فعاليات متنوعة في العاصمة الرياض على مدار العام، يشمل ذلك مناطق مثل ذا جروفز وبوليفارد وورلد وبوليفارد رياض سيتي، ومنطقة جديدة باسم «بوليفارد هول» تتسع لأكثر من 40 ألف زائر في وقت واحد، بالإضافة إلى مناطق أخرى في أجزاء مختلفة من العاصمة. تتضمن الفعاليات تفاصيل حول نوع الفعالية، وآلية الحجز، وتواريخ وأوقات الدخول إلى كل منطقة.
ويتضمن موسم الرياض على مجموعة من الأحداث والفعاليات الترفيهية المتنوعة، كما يضم عددا من الخيارات الترفيهية في مجالات العروض المسرحية والحفلات والتسوق، إضافة إلى المطاعم والمقاهي المحلية والعالمية، ومجموعة من التجارب والفعاليات الجديدة، وعروض الألعاب النارية.
أقيم الحدث الافتتاحي ومعركة الأسوأ (بالإنجليزية: Battle of Baddest) والذي شارك فيه تايسون فيوري وفرانسيس نغانو في بوليفارد هول في اليوم نفسه.
سيتميز موسم الرياض هذا العام بإضافة بوليفارد هول أو قاعة بوليفارد (التي سميت المملكة أرينا لأسباب تتعلق بالرعاية)، وهي ساحة/أرينا داخلية بها ملعب كرة قدم متوافق مع الاتحاد الدولي لكرة القدم والاتحاد الآسيوي لكرة القدم قادر على استضافة أنواع مختلفة من الأحداث بحضور أكثر من 40 ألف متفرج (27 ألف متفرج لمباريات كرة قدم). سيتم افتتاحه بالكامل في يناير 2024 وسيكون بمثابة الملعب الرئيسي الجديد للهلال.
ولأول مرة في العالم يقام مهرجان لبطولة الكلاب في الرياض يومي 30 نوفمبر والأول من ديسمبر 2023م. وفي 29 ديسمبر 2023 أُلغِيَت مباراة السوبر التركي لكرة القدم بين فريقي فنار بخشة وغلطة سراي على ملعب الأول بارك في العاصمة الرياض نظراً لعدم الالتزام بالأنظمة والقوانين المتفق عليها وفق ما جاء ببيان صادر عن موسم الرياض. وفي يناير 2024 صرح رئيس مجلس إدارة الهيئة العامة للترفيه في السعودية المستشار تركي آل الشيخ، عبر حسابه على منصة "إكس" ، أن موسم الرياض الذي انطلق في أكتوبر 2023 وصل إلى 12 مليون زائر خلال 60 يوماً، مؤكداً أن هذا الرقم كان هو المستهدف خلال كامل موسم الرياض، ولكنه تحقق في منتصف الموسم.وفي 21 يناير ، وضمن فعاليات موسم الرياض 2023 انطلقت النسخة الرابعة من جوائز صناع الترفيه 2024 " حفل توزيع جوائز صناع الترفيه 2024" في العاصمة السعودية الرياض بحضور عالمي وعربي لافت وأقيم الحفل في بوليفارد رياض سيتي بمسرح بكر الشدي ،وشهد الحفل مفاجآت ضخمة كان أبرزها حضور نخبة من أكبر النجوم العالميين، وعلى رأسهم أنتوني هوبكنز ومارك والبرغ وكيفين كوستنر ومارتن لورانس والنجم الفرنسي جان رينو والنجم الأميركي جون سينا والنجم الهندي سلمان خان ومواطنته النجمة عليا بهات.
وفي 9 مارس 2024 تم اختتام موسم الرياض 2023 حيث أعلن رئيس مجلس إدارة الهيئة العامة للترفيه في السعودية المستشار تركي آل الشيخ في ختام موسم الرياض 2023 أن عدد الزائرين في موسم الرياض 2023 بلغ 20 مليون زائر. وفي 28 مارس 2024 نشر رئيس الهيئة العامة للترفيه تركي آل الشيخ عبر حسابه الرسمي في " إكس" إحصائيات ظهور "موسم الرياض 2023" على منصات التواصل الاجتماعية بـ 24 مليار مرة، كرقم قياسي جديد بين 150 دولة، في حين سجل عدد التفاعل 436 مليونا لـ 4075 منشورا على 13 منصة، شاهدها 1.65 مليار شخص.

### جدول أبرز فعاليات موسم الرياض 2023
| الفعالية                          | التاريخ             | الموقع               | ملاحظات                                                                                                | مصدر          |
| --------------------------------- | ------------------- | -------------------- | --- | ------------- |
| متحف الملك توت                    | 2 نوفمبر 2023       | بوليفارد وورلد       | متحف سينمائي تفاعلي في منطقة مصر، إحدى مناطق بوليفارد وورلد                                            |               |
| متحف «الأسطورة» كريستيانو رونالدو | 19 نوفمبر 2023م     | بوليفارد سيتي        | يحتوي على الكثير من المقتنيات، وأهم الجوائز الجماعية والفردية التي حصل عليها اللاعب.                   | [ 52 ] [ 53 ] |
| روائع السنباطي                    | 30 نوفمبر 2023م     | مسرح أبو بكر سالم    | يشارك في الحفل مجموعة من النجوم العرب.                                                                 | [ 54 ]        |
| فعاليات «ديزني ذاكاسل»            | نوفمبر 2023م        | بوليفارد سيتي        | تشمل العديد من الفعاليات الترفيهية والموسيقية والعروض.                                                 | [ 55 ]        |
| معرض الرياض للسيارات              | 05 - 09 ديسمبر 2023 | بوليفارد الرياض سيتي | |               |
| كأس موسم الرياض للتنس             | ديسمبر 2023م        | المملكة أرينا        | بمشاركة اللاعبتين أرينا سابالنكا وأُنس جابر في مواجهة السيدات، ونوفاك دجوكوفيتش وكارلوس ألكاراز للرجال. | [ 56 ]        |
| مهرجان فود ترك                    | 29-30 ديسمبر 2023   |                      | أكبر تجمع لعربات الطعام في مهرجان الرياض لعربات الطعام (100 عربة) من الساعة 4:00 مساءً حتى 11:30 ليلًا.  | [ 57 ] [ 58 ] |
| نهائي كأس السوبر الإسباني         | 14 يناير 2024       | الأول بارك           | بين برشلونة وريال مدريد في نهائي السوبر كوبا دي إسبانيا.                                               |               |
| بطولة فورمولا إي العالمية         | 26 - 27 يناير 2024  | الدرعية              | |               |
| كأس موسم الرياض                   | فبراير 2024م        | المملكة أرينا        | بمشاركة إنتر ميامي الأمريكي، والهلال السعودي، والنصر السعودي.                                          | [ 60 ]        |
| يو إف سي ليلة القتال 238          | 2 مارس 2024         | المملكة أرينا        | أقيم حدث الفنون القتالية المختلطة في المملكة أرينا.                                                    | [ 61 ]        |

هناك 12 منطقة في موسم الرياض 2023:
1. بوليفارد وورلد
2. بوليفارد سيتي
3. المملكة أرينا (بوليفارد هول)
4. رملة تيرازا
5. فيا رياض
6. وندر جاردن (الحديقة العجيبة)
7. مهرجان الفود ترك (عربات الطعام)
8. حديقة حيوان الرياض
9. روشن فرونت (واجهة روشن)
10. ذا قروفز
11. سوق الأولين
12. حديقة السويدي

## موسم الرياض 2024
في 12 أكتوبر 2024م أعلن رئيس مجلس إدارة الهيئة العامة للترفيه (GEA) المستشار تركي بن عبد المحسن آل الشيخ انطلاق النسخة الخامسة من موسم الرياض لعام 2024 من منطقة المملكة أرينا، وأقيم الموسم على مساحة أكثر من 7.2 ملايين متر مربع، تم فيها إبرام 4200 عقد مع 2100 شركة، 95 في المئة منها محلية، إلى جانب إقامة 11 بطولة عالمية و10 معارض ومهرجانات متنوعة. وفي بداية 2025 تمت دعوة الممثل والموسيقار المشهور أنتوني هوبكنز مرة أخرى للمشاركة في المهرجان، حيث قدم حفلًا موسيقيًا تحت عنوان "الحياة حلم". ألقى هوبكنز كلمات تحدث فيها عن رسائل إنسانية وفنية عميقة، عكست فلسفته في هذه المواضع.